# Verticordia drummondii
Verticordia drummondii är en myrtenväxtart som beskrevs av Johannes Conrad Schauer. Verticordia drummondii ingår i släktet Verticordia och familjen myrtenväxter. Inga underarter finns listade i Catalogue of Life.